# 釋景元
釋景元（1094年—1146年），號此菴，溫州永嘉縣（今中國浙江省溫州市永嘉縣）楠溪人，俗姓姚，為南宋天臺山護國寺沙門禪宗六祖惠能大鑑禪師下第十六代弟子，圓悟克勤禪師的法嗣。

## 生平
景元法師十八歲時依靈山希拱和尚出家受具足戒，學習天臺宗教法三年，後到鍾阜參謁圓悟禪師。一天聽到僧眾在讀死心和尚的小參語：「既迷須得箇悟，既悟須識悟中迷迷中悟，迷悟雙忘却從無迷悟處建立一切法。」元法師聽了不解，便走到佛殿，正當用手推開殿門時，心中豁然大悟，智慧頓發。開悟後寫了首讚像偈：「生平只說聱頭禪，撞著聱頭如鐵壁，脫却羅籠截脚跟，大地撮來墨漆黑。晚年轉復沒刀刀，奮金剛椎碎窠窟，他時要識圓悟面，一為渠儂併坫出。」自此韜光養晦，不求顯達。
後來括蒼縣耿太守延請法師接任天臺山報恩寺，於南明山弘法。晚年回到台州護國寺，於南宋高宗紹興十六年（1146年）握拳圓寂，世壽五十三歲，荼毘 火化後拾得五色舍利子，法師的牙齒、舌頭和右拳皆完好不壞，弟子將遺骨安於護國寺東北方劉阮洞前建塔供奉。

## 法嗣

### 師長
- 圓悟克勤

### 弟子
- 簡堂行機
- 湛堂智深
- 或菴師體
- 錢端禮